# El Hassi (Libye)
Pour les articles homonymes, voir Hassi et El Hassi.
El Hassi est un lieu hydrographique situé en Libye situé dans le Wadi ach Chatii.